# Die Burg
Die Burg ist ein südwestlich von Burbach gelegener, 594,5 m ü. NHN hoher Berg im Kreis Siegen-Wittgenstein. Der Berg gehört zum Südlichen Hellerbergland im Süden des Siegerlandes, das den Westerwald nach Norden abdacht.
Auf dem Berg sind heute noch Reste einer 2500 Jahre alten Fliehburg der Kelten zu erkennen. Südwestlich bis westlich liegt das Buchhellertal, durch das die Buchheller fließt. In diesem Tal lag die Grube Peterszeche, südlich am Berghang lag die Grube Eisenkaute.